# Dunn-Gletscher
Der Dunn-Gletscher ist ein steiler Gletscher im ostantarktischen Viktorialand. Er fließt von den nordwestlichen Hängen des Mount Casey in der Mountaineer Range in nördlicher Richtung zum Icebreaker-Gletscher.
Der United States Geological Survey kartierte ihn anhand eigener Vermessungen und Luftaufnahmen der United States Navy aus den Jahren von 1960 bis 1964. Das Advisory Committee on Antarctic Names benannte ihn 1969 nach Robert Dunn, Commissaryman der US Navy, der 1967 auf der McMurdo-Station überwinterte.